# Snookerweltmeisterschaft 1932
Die Snookerweltmeisterschaft 1932 wurde in der Thurston’s Hall in London, England ausgetragen.
Wie schon bei den Weltmeisterschaften 1928 und 1931 war dies ein Titelverteidigungsturnier, bei dem der Titelinhaber erst im Finale um seinen Titel und die erneute Krone kämpfte. Joe Davis konnte dies zum fünften Mal erfolgreich gegen den Neuseeländer Clark McConachy, der zum ersten Mal an der Weltmeisterschaft teilnahm, erreichen und erhielt damit seinen sechsten Titel in Folge. Es war auch das erste Weltmeisterschaftsfinale, in dem ein nicht-englischer Spieler antrat und auch das Finale erreichte.

## Hauptrunde
|  | Runde 1 Best of 25 Frames | Runde 1 Best of 25 Frames | Runde 1 Best of 25 Frames |  |  | Finale Best of 49 Frames | Finale Best of 49 Frames | Finale Best of 49 Frames |
|  |                           |                           |                           |  |  |                          |                          |                          |
|  | Neuseeland                | Clark McConachy           | 13                        |  |  |                          |                          |                          |
|  | England                   | Tom Dennis                | 11                        |  |  | England                  | Joe Davis                | 30                       |
|  |                           |                           |                           |  |  | Neuseeland               | Clark McConachy          | 19                       |